# Skarpabborrtjärnen (Hällesjö socken, Jämtland, 695622-150904)
Skarpabborrtjärnen är en sjö i Bräcke kommun i Jämtland och ingår i Ljungans huvudavrinningsområde.